# 剪瓷雕

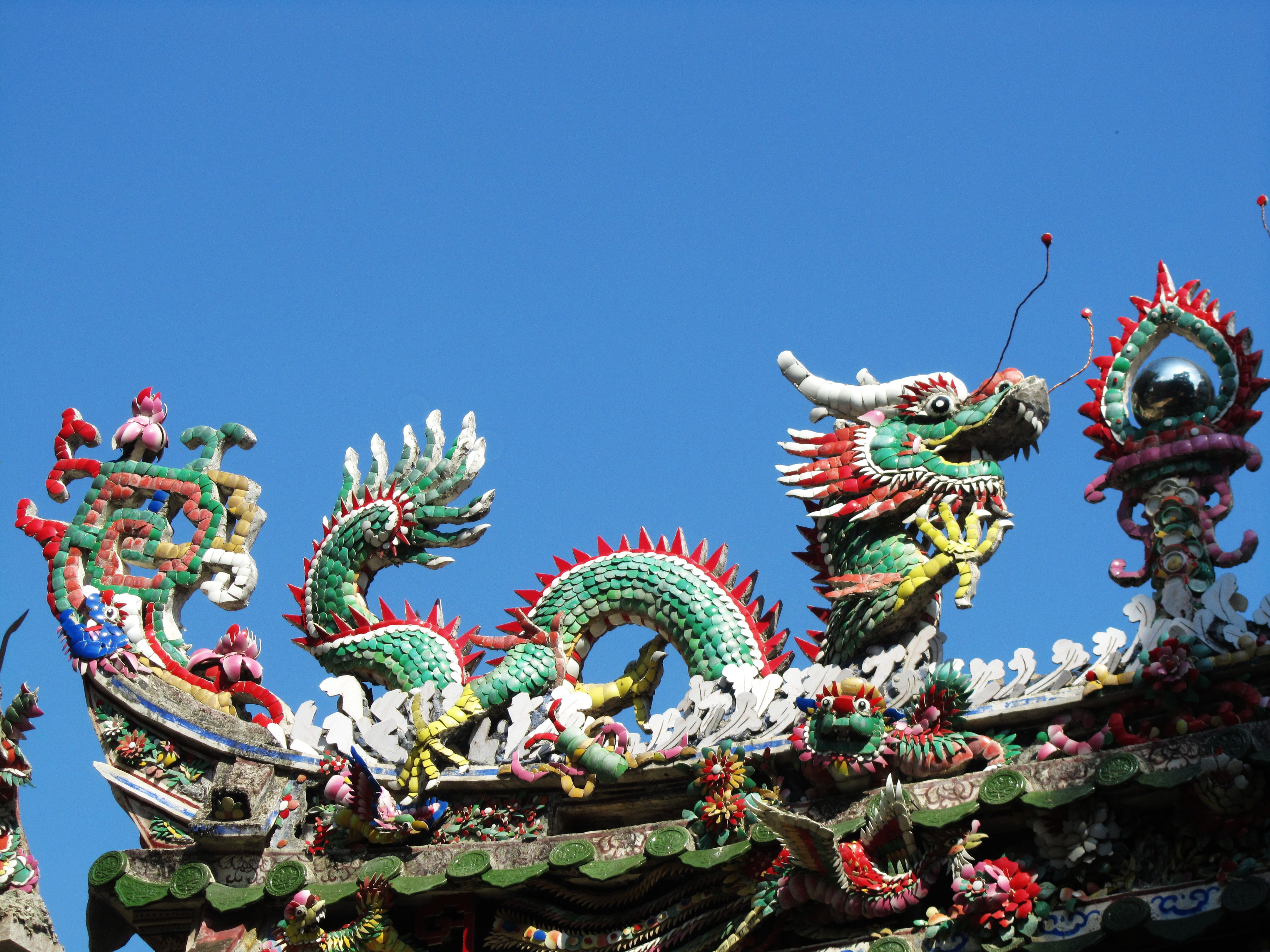
二龙戏珠剪瓷雕局部，漳州市诏安县西门西岳武庙。

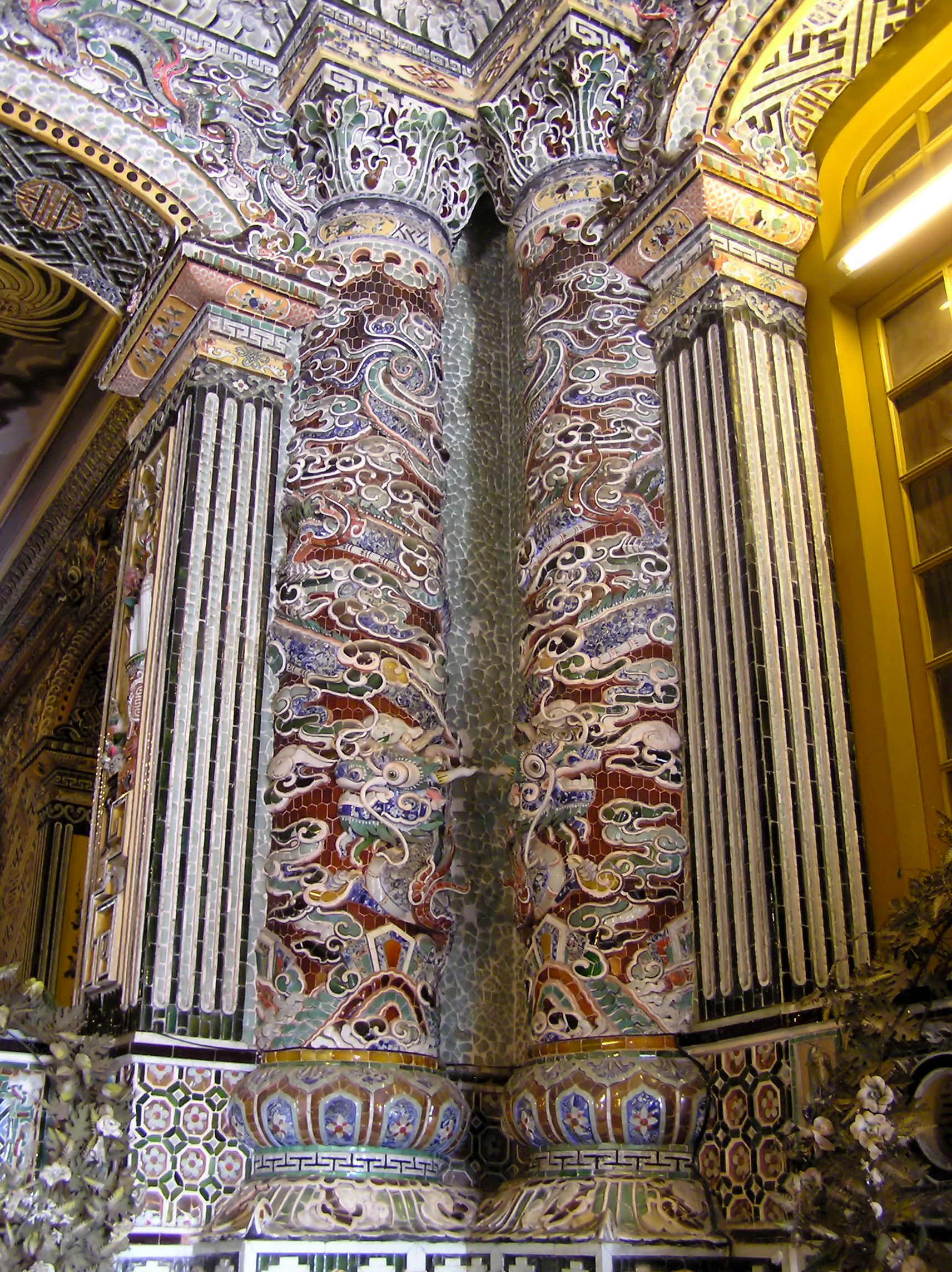
室內剪瓷雕局部，順化市應陵。

剪瓷雕亦称嵌瓷、剪黏、剪花、聚饒、扣饒、貼饒（潮州話：dah4 rieu5），为流行于中国福建沿海地區、广东東南部潮汕地區、台湾和越南等地区的一种传统建筑装饰工艺，屬瓷片拼貼的一種，以颜色鲜艳、胎薄质脆的彩瓷器（如碗、盘、壶等）或残损价廉的瓷器为原材料，使用粗钳、铁剪、木锤、砂轮等工具将其剪、敲、磨成形状大小不一的细小瓷片，进而贴雕人物、动物、花卉和山水等，并装饰于寺庙宫观等建筑物的屋脊、檐角、照壁、墙面和门窗框、门窗楣等部位。潮汕地區和越南的剪瓷雕用途還不限於建築物外部裝飾，例如潮汕地區亦应用于工艺挂屏，摆设于客厅、佛堂内，越南應陵中的啟成殿內部以剪瓷雕裝飾。剪瓷雕的题材以吉祥如意、福禄寿喜和花鸟虫鱼、人物故事为主要内容，其工艺兼具绘画的色泽感和雕塑的立体感，并可长年经受日曝雨淋、海碱侵袭而不褪色。

## 历史
剪瓷雕的发源尚未厘清，一说为明清时期福建漳州平和和漳浦一带的制瓷艺人发明，因当地一度民窑瓷业发达，碎瓷片极为丰富；一说为由广东潮州地区传入闽南，因历史上中原移民曾由潮州进入福建，潮州与漳州诏安毗邻，两地居民往来频繁，民俗风情几近相似，文化艺术风格亦趋于一致；第三种说法为源自泉州，因其自五代起便有德化窑、安溪窑、晋江窑等丰富的陶瓷资源。文献表明明末以前剪瓷雕已经盛行于粤东、闽南各地，最迟在清康熙时已传入台湾。越南則於阮朝時從中國傳入。
因天灾、地震及建筑翻修等原因，中國大陸及台灣清前期以前的作品已多不见，现存者以道光、同治年间以及近现代的作品居多，其中福建地区现存最早的作品为漳州的云霄天地会遗址高溪庙，为清代康熙时的作品。越南則有不少阮朝的作品。

## 材料工艺

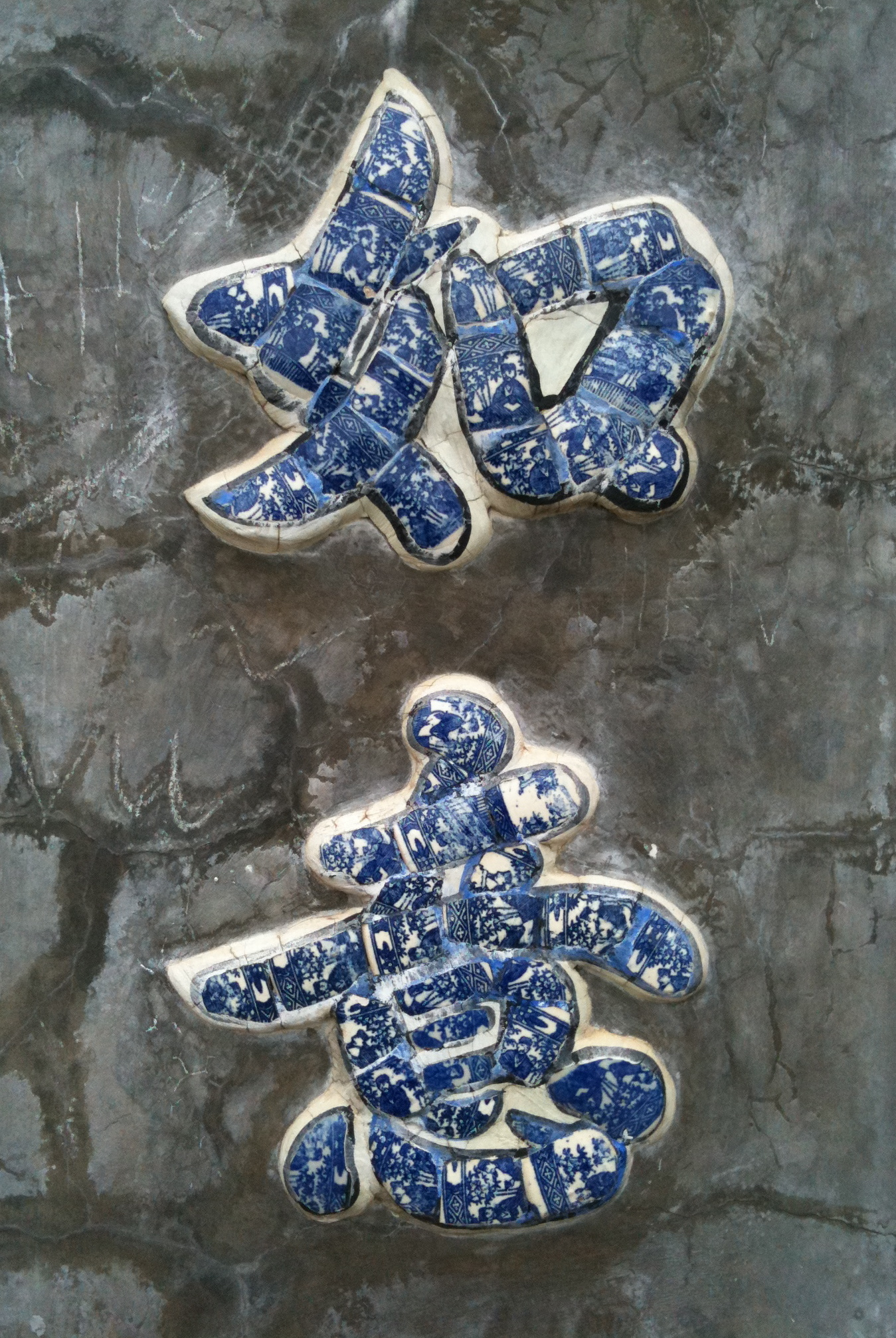
「如意」字樣饶字，越南峴港靈應寺。

清代剪瓷雕的材料来源以民窑五彩或粉彩瓷器为主，以红、黄、青、白、黑、青花等为六种主要色系，最初工匠多用瓷厂废弃的碎瓷和边角料，民国之后随着剪瓷雕业的高度发达，瓷厂亦专门烧制用于剪瓷雕的彩瓷碗，此外在民国时期彩色玻璃也开始少量应用，1980年后台湾艺人亦采用“淋搪”法替代瓷器堆贴，即以灰泥塑形，阴干后上釉。
剪瓷雕的技艺主要表现在剪、黏、嵌（二者均指将瓷片粘在作品表面）和雕等环节，并结合了绘画和灰塑造型工艺，其制作工具大多为艺人自创，用于剪瓷的钳子形似老虎钳，平口，钢口偏软，25厘米到35厘米大小长短不等，亦使用界尺砍圻大块瓷片，传统的粘合剂为以贝壳灰、草筋灰（或纸筋、麻丝、棉花）、糯米粉与红糖水搅拌捶打而成的“麻糬灰”，现状亦使用石灰和水泥替代。
剪瓷雕分平雕、浮雕（分半浮雕和叠雕）和圆雕（或称立体雕）三种形式（嵌瓷主要技法则称为平饶、半浮沉饶、立体饶和饶字），平雕为平面拼贴，一般用于近景，着重于构图和烘托背景，远景如屋顶装饰等则通常使用其它几类，其中半浮雕多用于表现道具与场景，叠雕多用于表现房屋和花卉树木等，圆雕多用于表现人物形象和正脊上空的飞禽走兽，此类雕刻需以立体的灰塑造型为底胚，通常以石块、砖瓦、钢筋、铁铜丝为框架，以麻灰塑造坯型，待泥坯干后或半干后嵌入瓷片。

## 主要题材
剪瓷雕的题材主要分为以下几类：
- 人物：多为出自于历史、戏曲与演义小说中的古装人物，如福禄寿三星、麻姑献寿、八仙、哪吒闹海、桃园结义、三藏取经等，其中屋脊、墙头等处多采用横长形的图框表现大型人物叙事。
- 动物：龙凤（以二龙戏珠、双凤朝阳、双凤朝牡丹最为常见）、鲤鱼、麒麟、狮子、象、马等。
- 花卉：牡丹、莲花、水仙、梅、兰、竹、菊等。
- 水果：凤梨（闽南语中为“旺来”的谐音）、葡萄、莲雾等。
- 背景装饰：蔓草花纹、山水、祥云等，用于收口、填补空白和衬托主题[9]。

其中，装饰于正脊的剪瓷雕题材多为二龙戏珠、双凤朝阳、龙头、鳌鱼，垂脊下端的题材多为穿著漢服的人物，檐下墙壁的题材多为花鸟虫鱼，照壁则多用麒麟、狮、象、仙鹤、鹿等。

## 代表
闽南地区：以漳州东山关帝庙剪瓷雕（代表人物为闽南画家林少丹和剪瓷雕名匠孙齐家）、诏安县沈氏艺圃家族剪瓷雕（现为福建省级非物质文物遗产）以及泉州南安县翔云镇梅庄村陈祥华陈氏家族剪瓷雕为代表，大都传承于广东潮州名师，并经历了本地工匠、艺人的不断改造和创新。
潮汕地区：以潮州嵌瓷、汕头大寮嵌瓷（代表为潮南区成田镇大寮乡许氏家族嵌瓷）和揭阳普宁嵌瓷为代表，现均为中华人民共和国国家级非物质文化遗产。
台湾：台湾的剪黏常与交趾陶结合使用，学界将台湾的剪黏艺人分为潮州与泉州两派，前者以柯训、洪坤福和苏杨水为代表，后者以葉王和何金龙为代表，另外還有石連池、王石發、王保原、葉鬃、葉進益、葉進祿、葉進淵、陳三火等人也是名匠師。台灣的剪黏匠師通常會以以灰泥塑形，再將經過剪裁的陶瓷片粘於其上，因此台灣的剪黏匠師通常也有高超的泥塑技巧與繪畫根基。

## 图集
以下图片示意剪瓷雕在建筑中的应用：

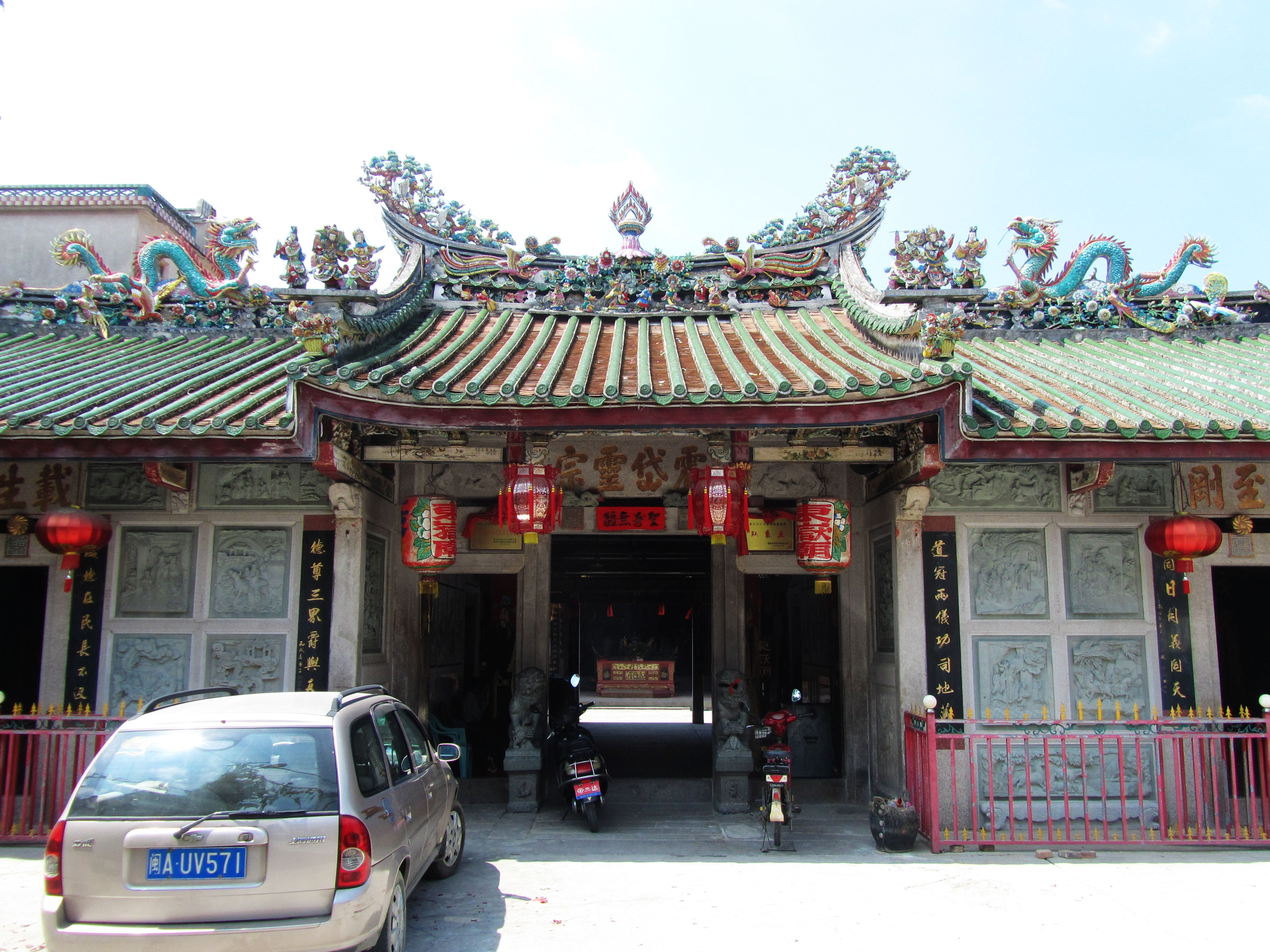
诏安县东岳庙
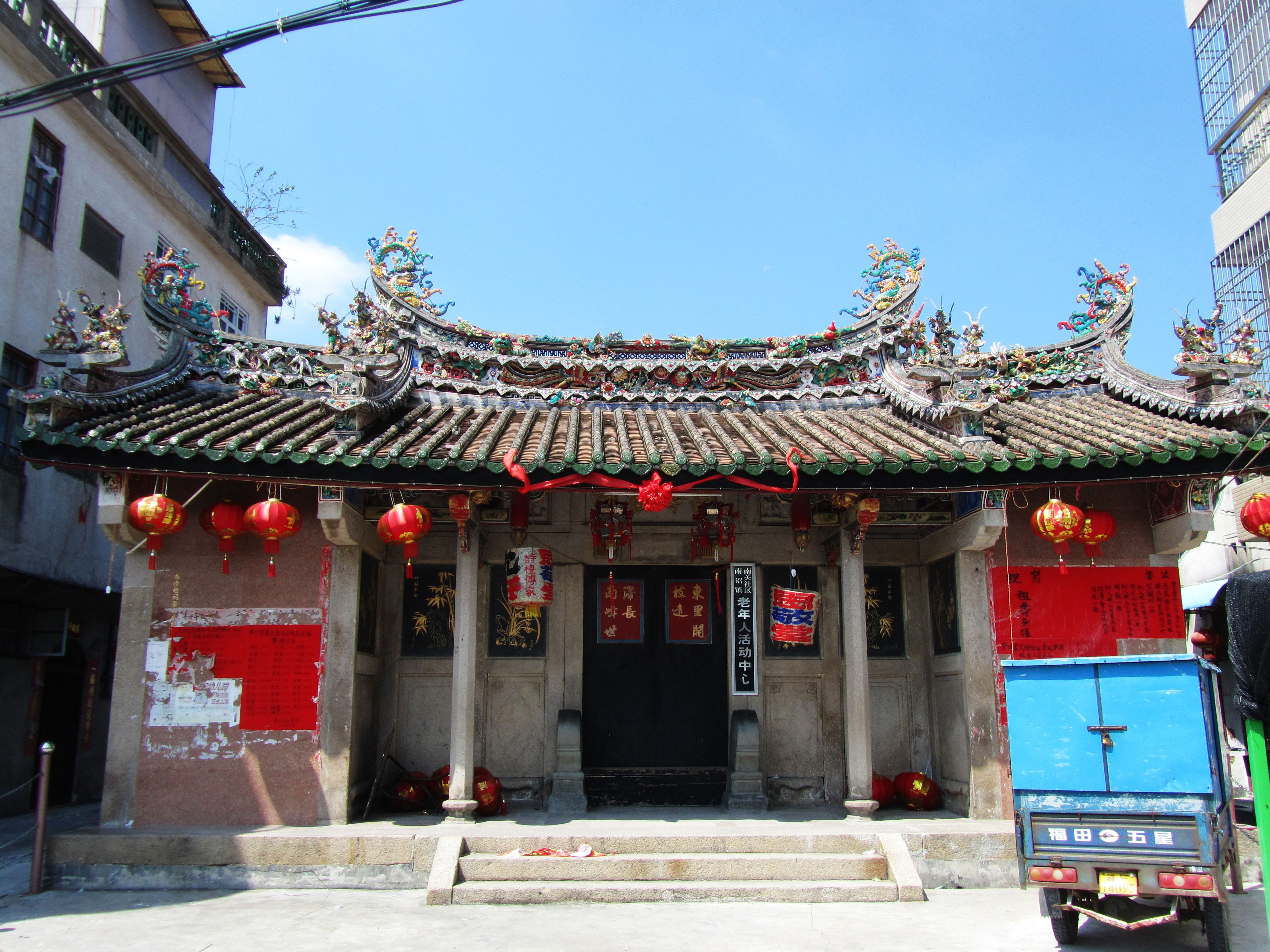
诏安县南峰祖祠
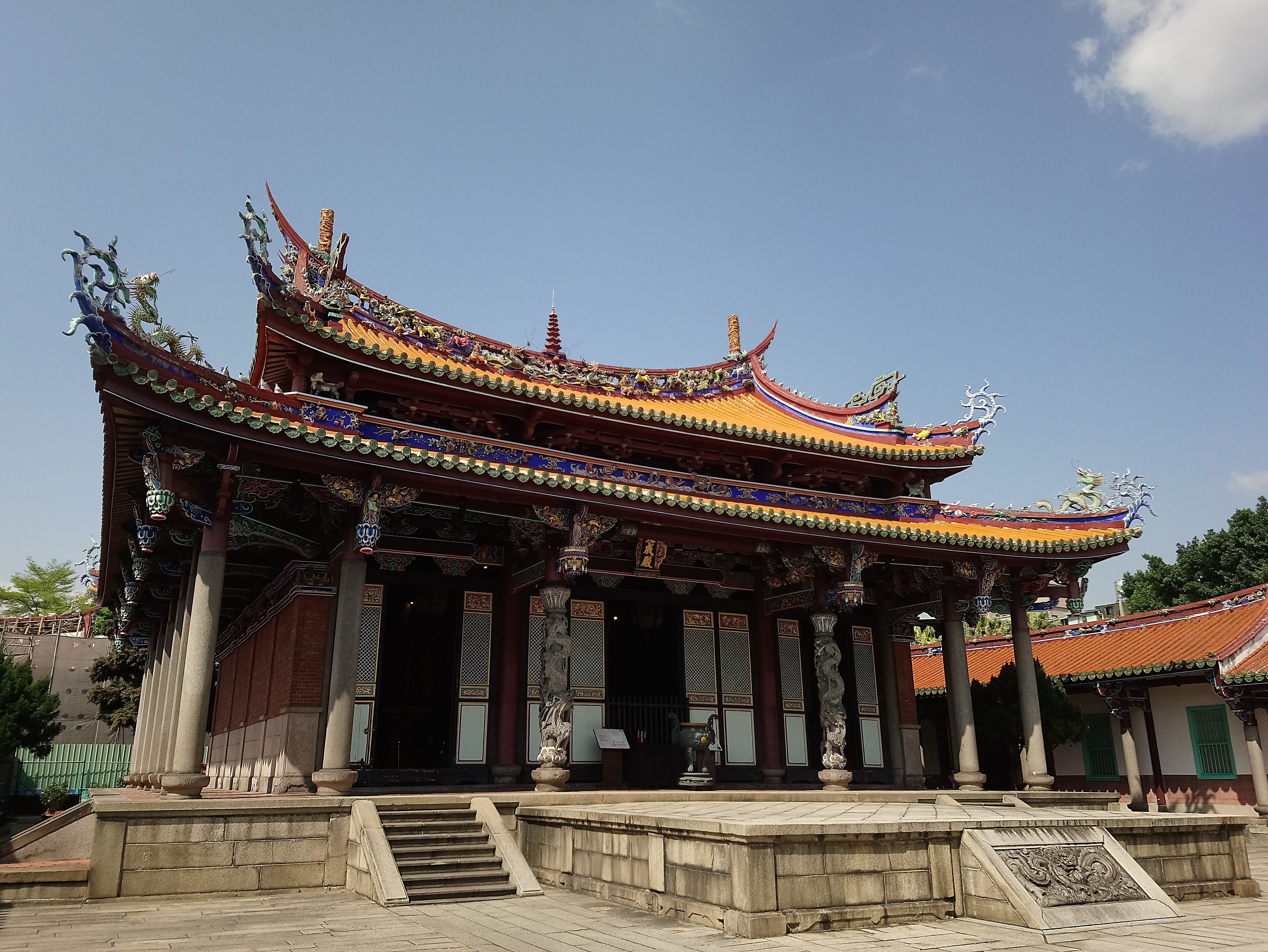
台北孔子庙大成殿
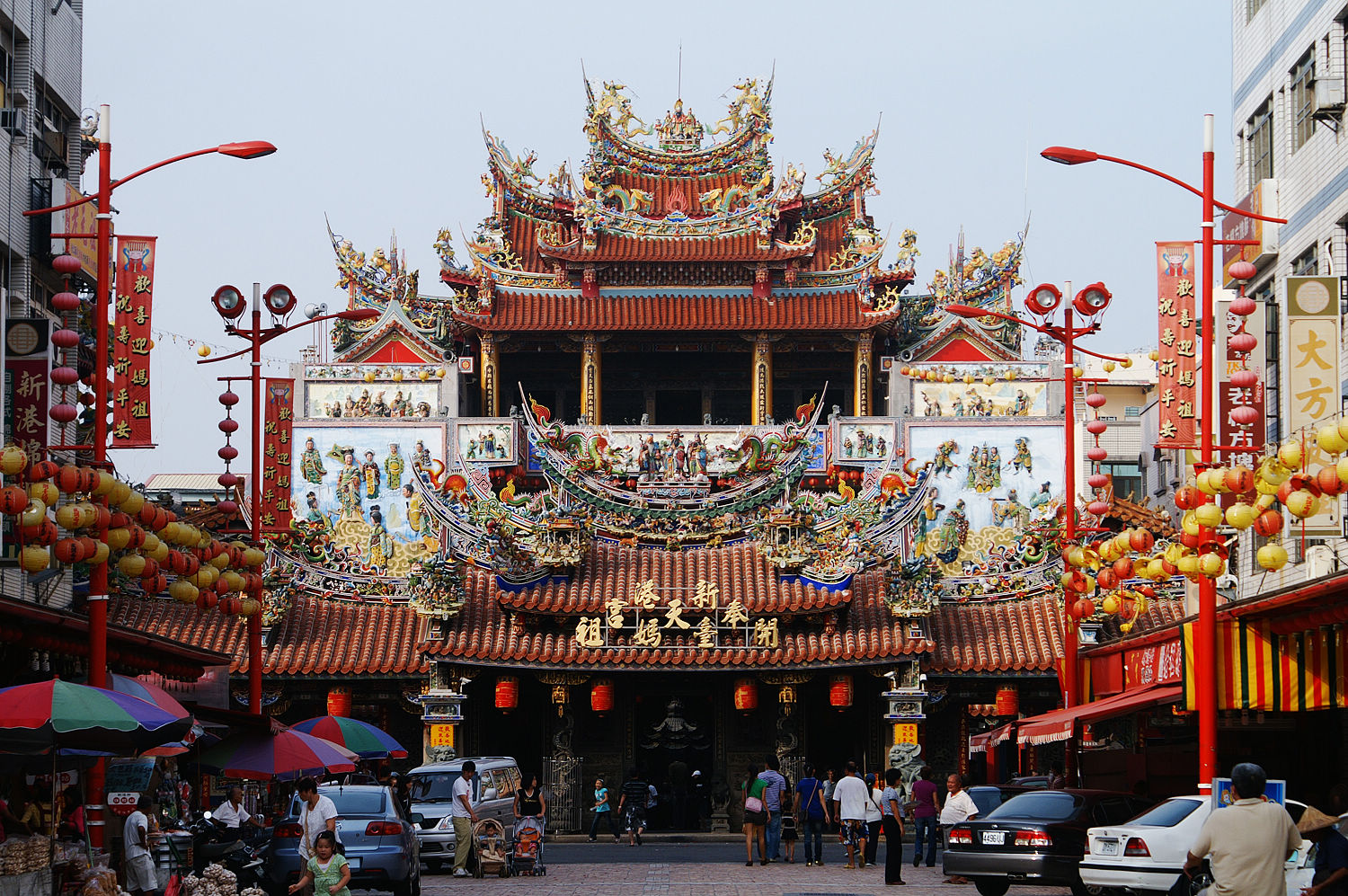
嘉义县新港奉天宫
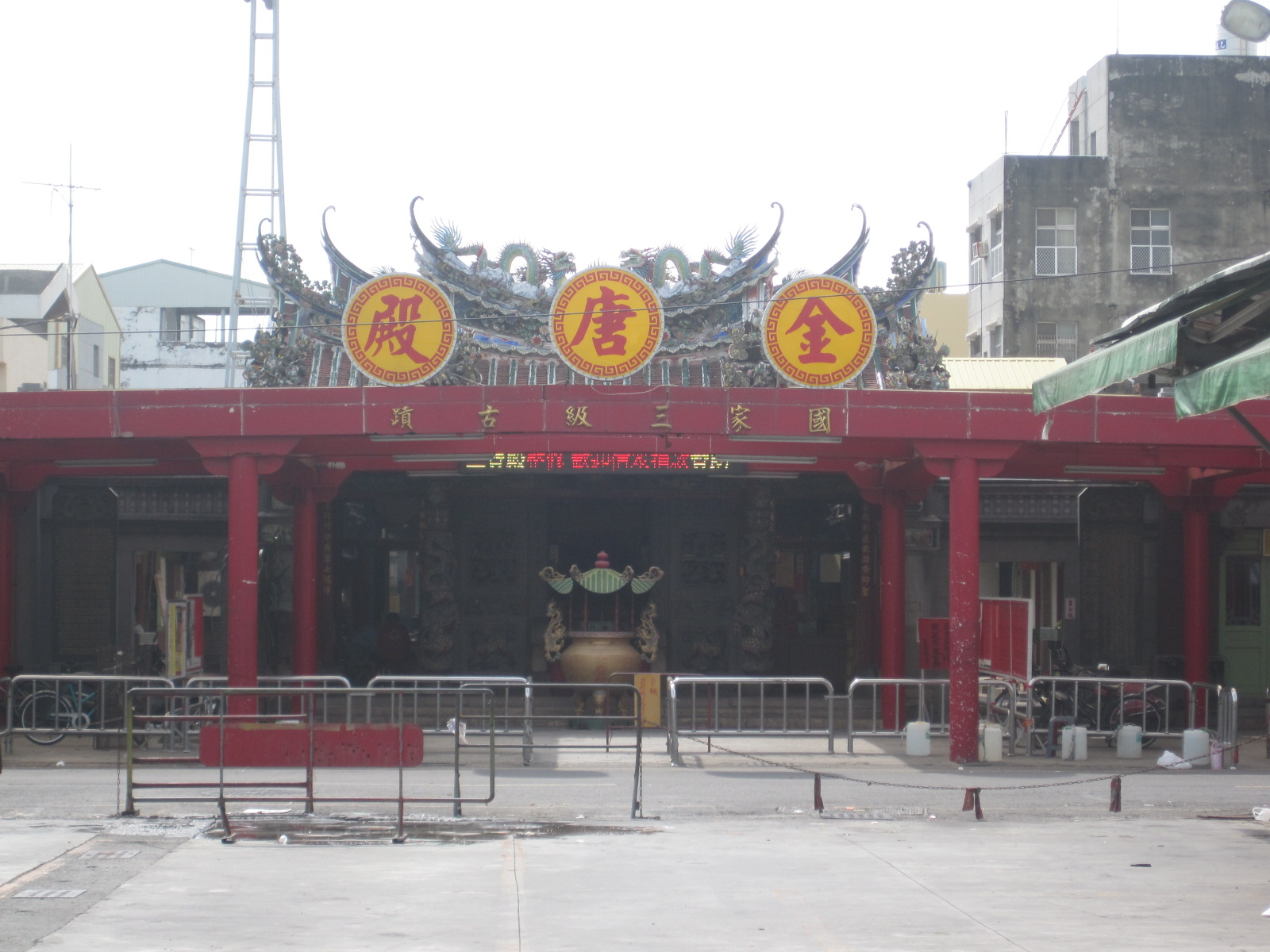
臺南市佳里金唐殿
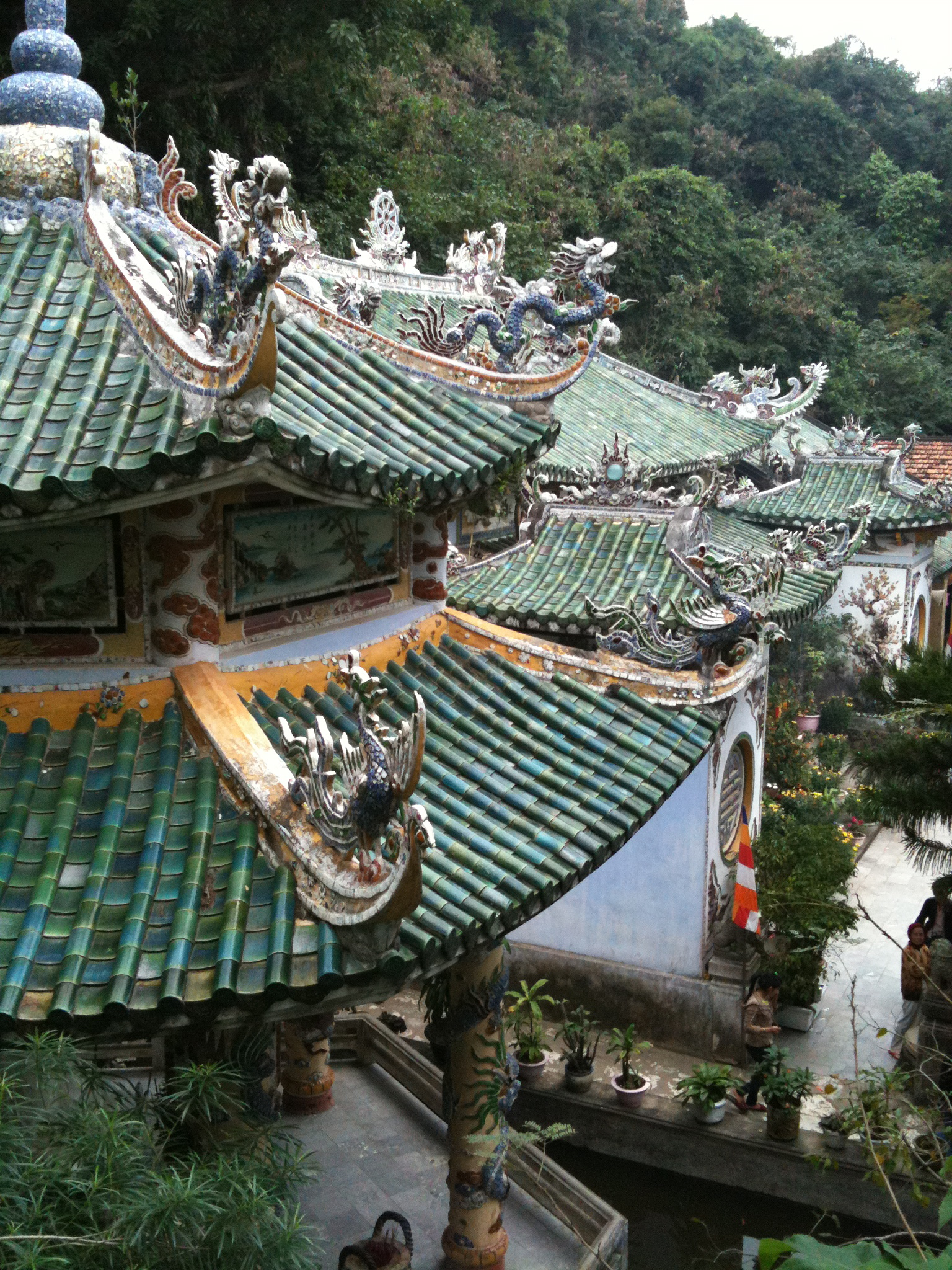
峴港市靈應寺
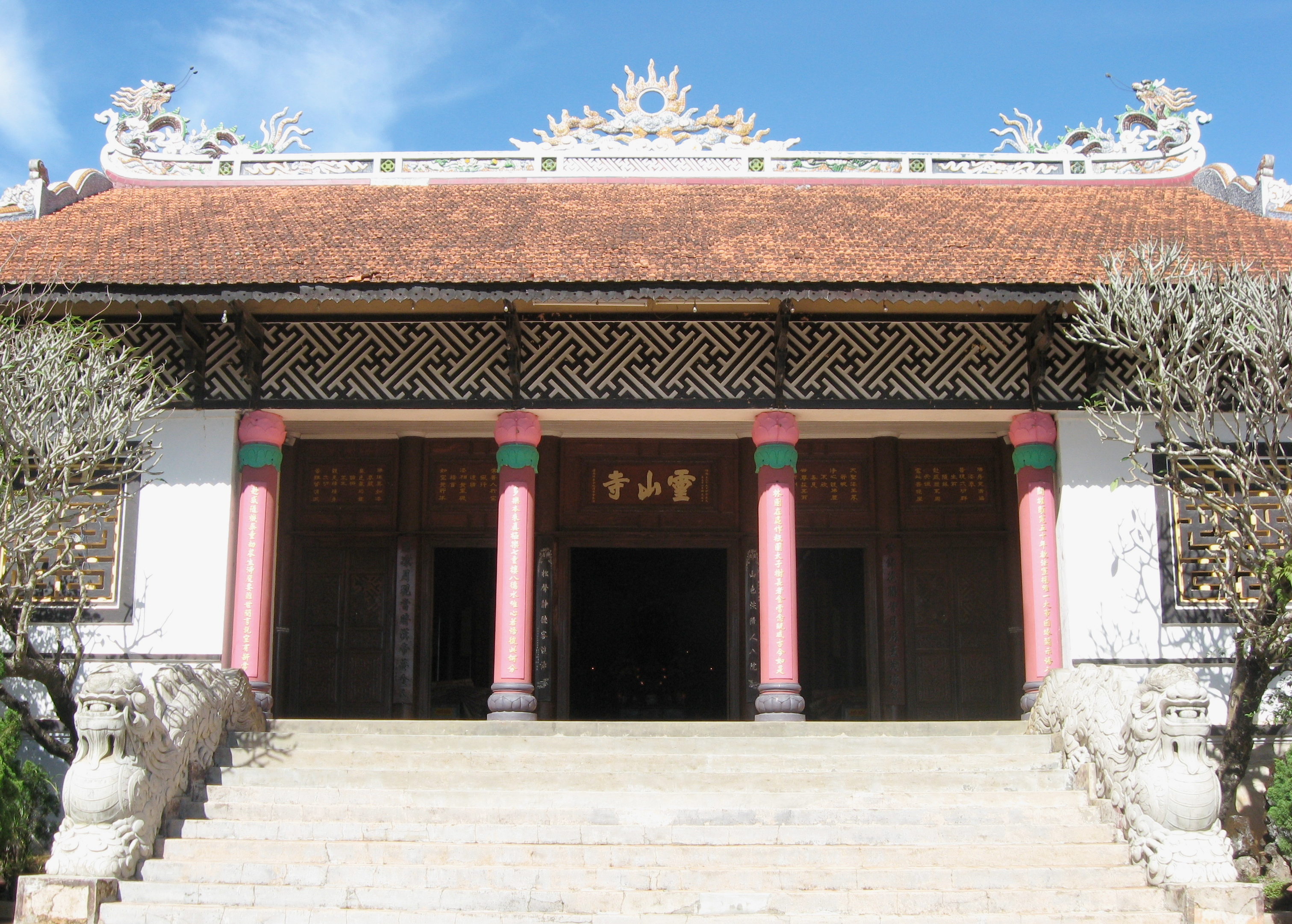
大叻市靈山寺

以下图片示意剪瓷雕的细节：

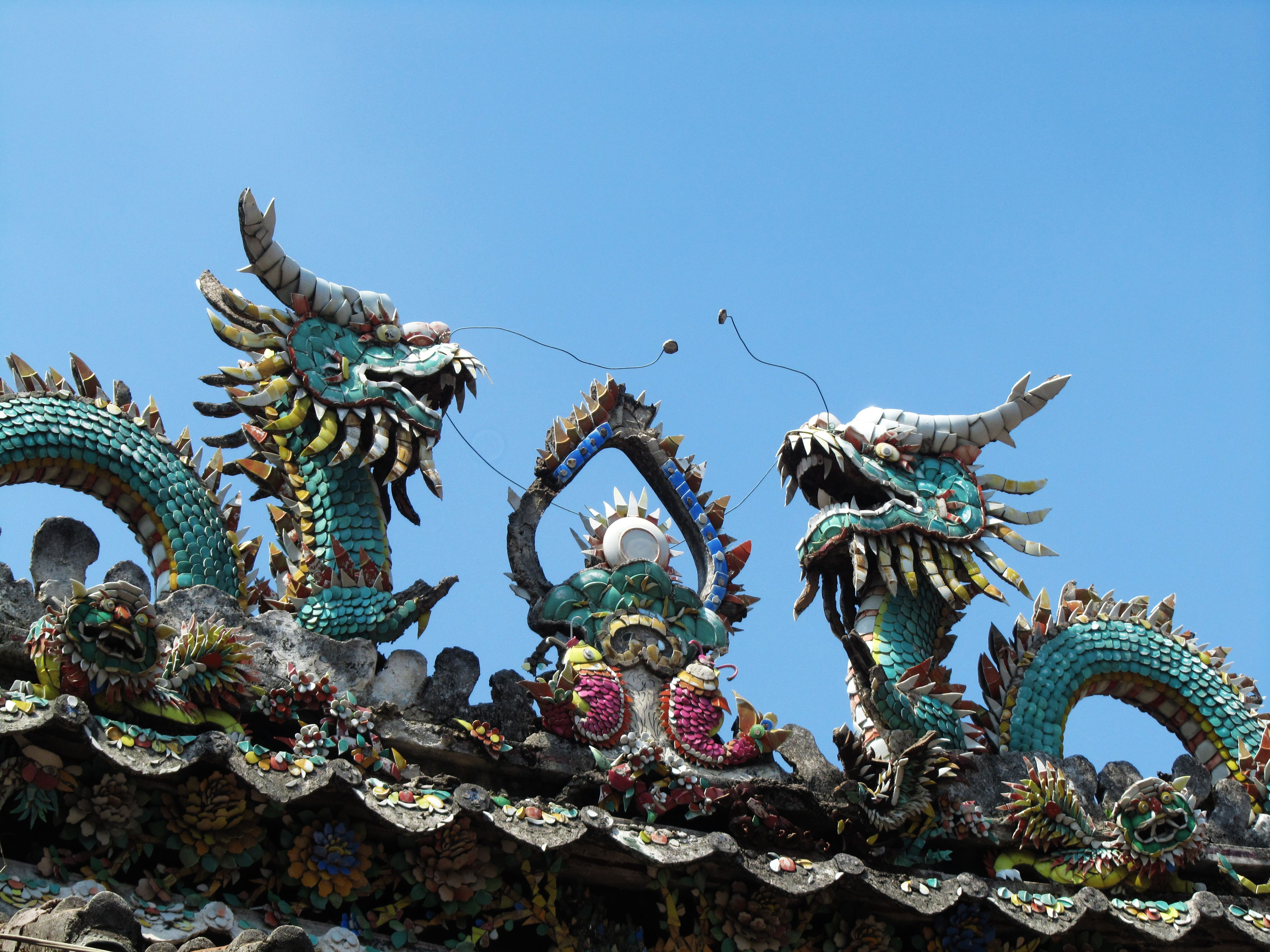
二龙戏珠局部，诏安县朝天圣宫
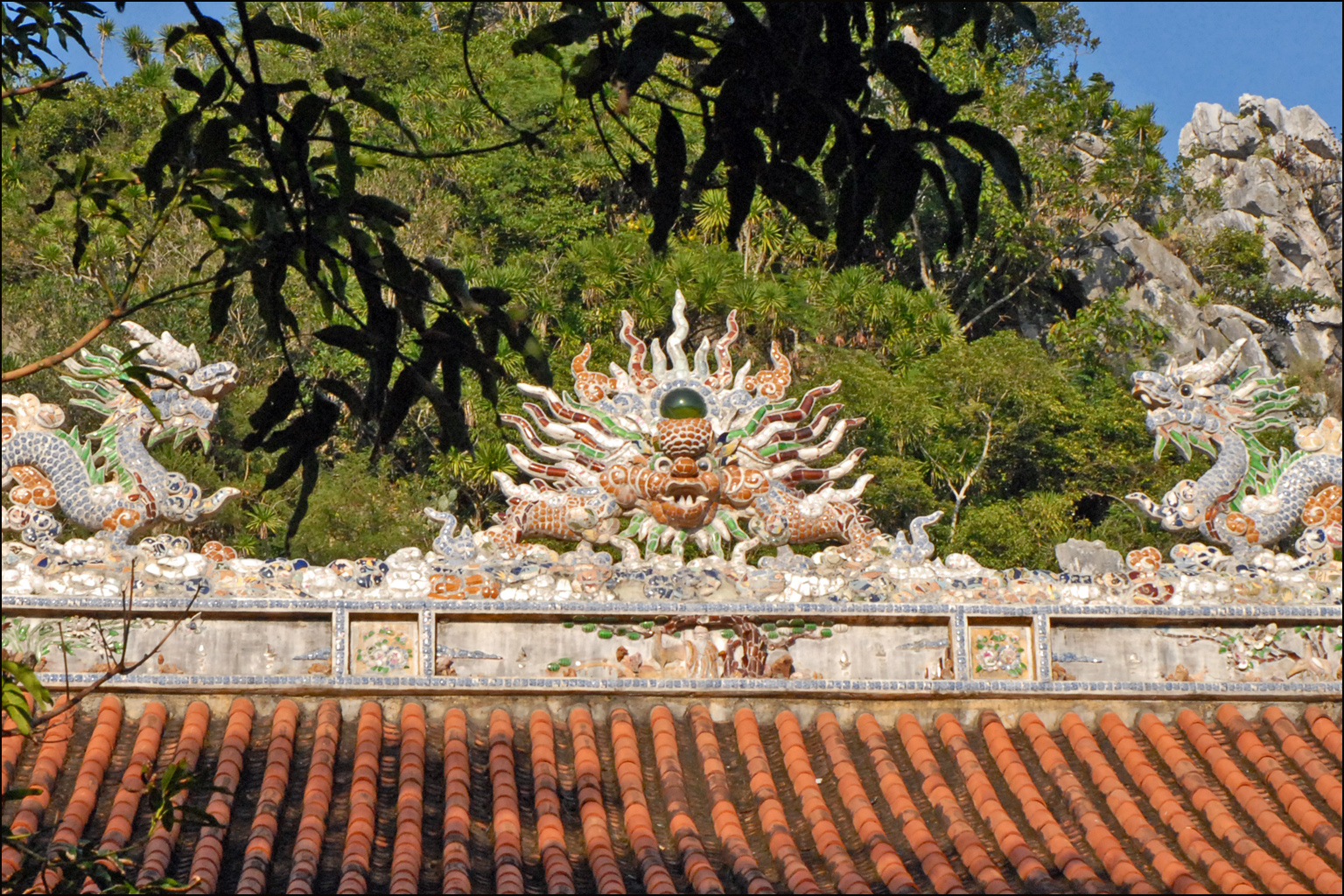
二龙戏珠局部，峴港市靈應寺
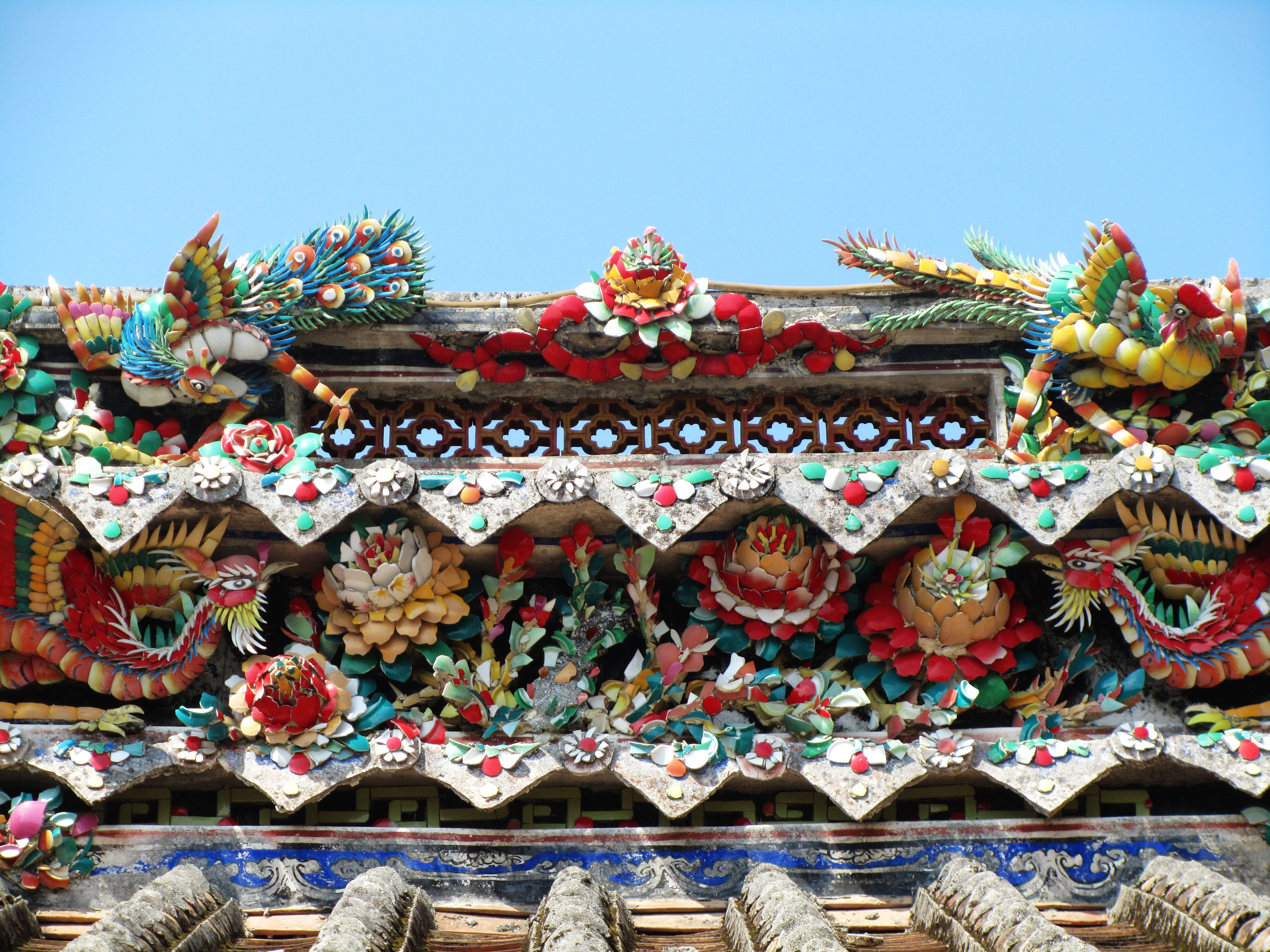
双凤朝牡丹局部，诏安县南峰祖祠
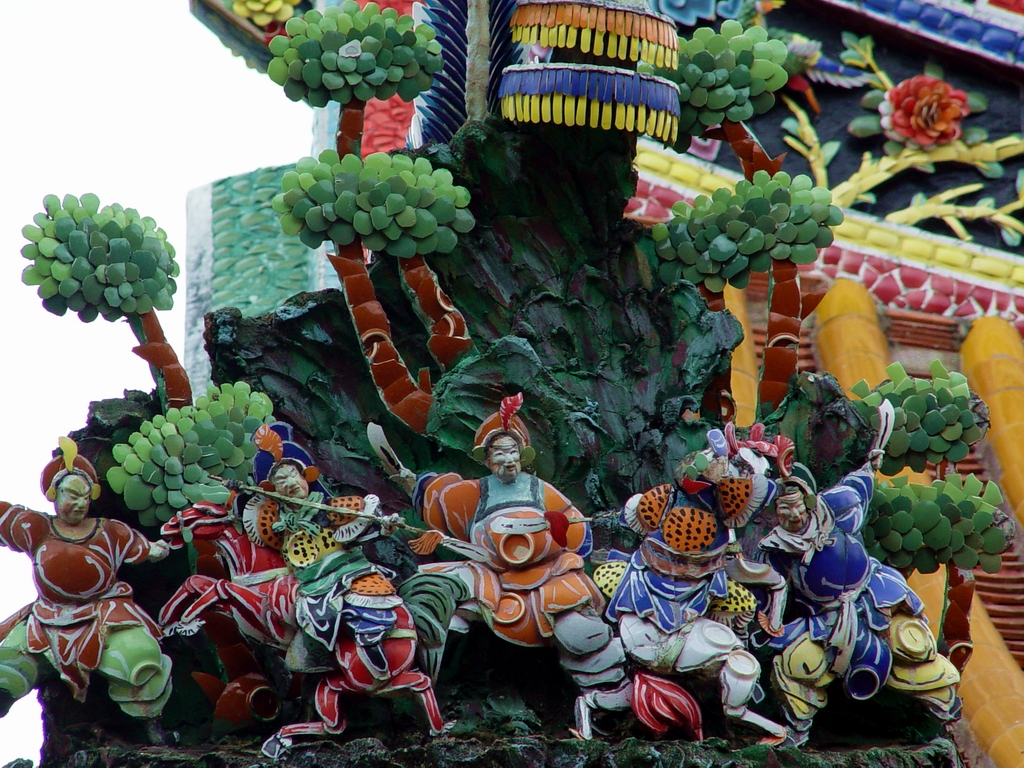
樹木與武將，新竹縣北埔慈天宮
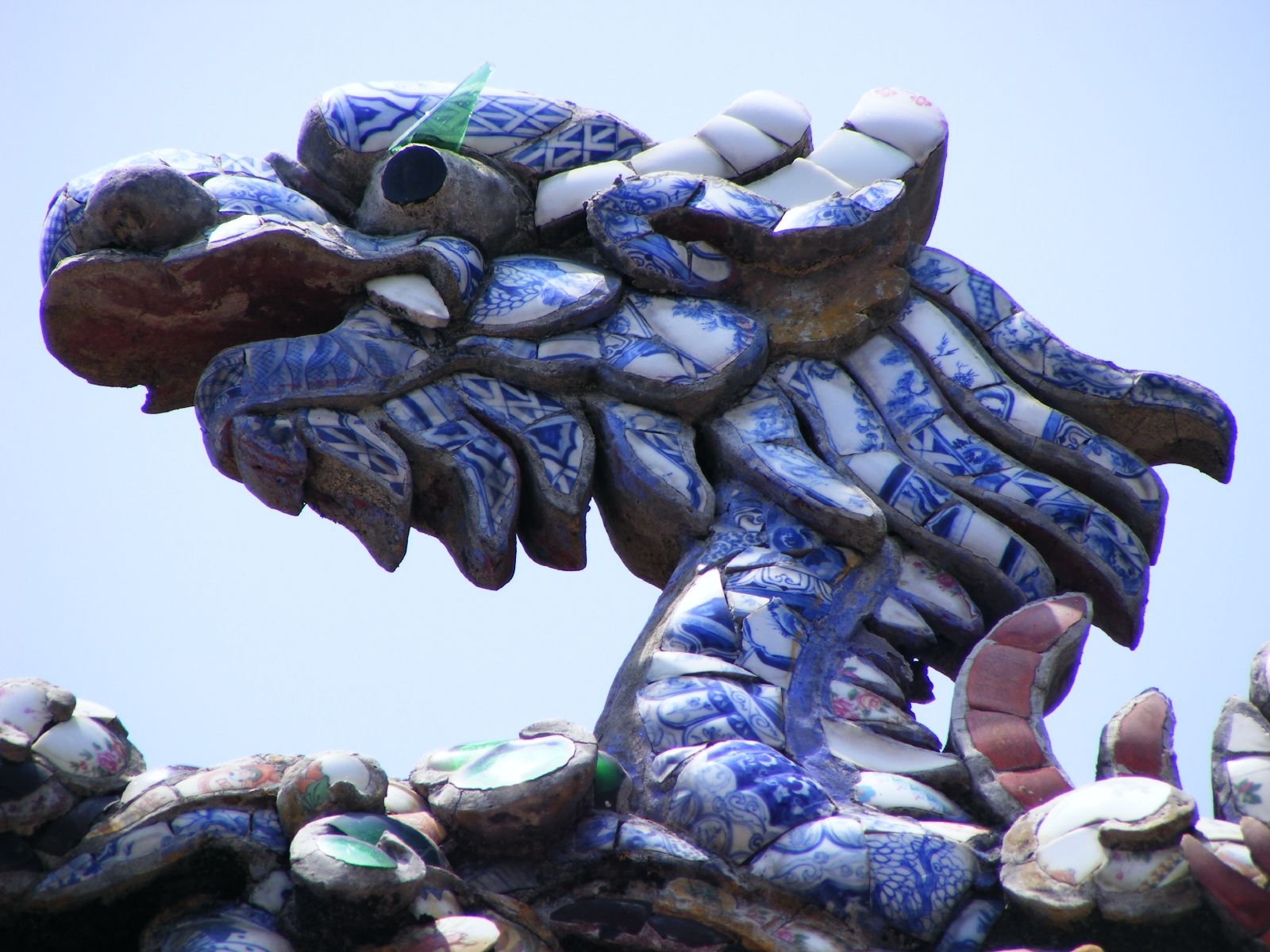
雕龍局部，順化紫禁城
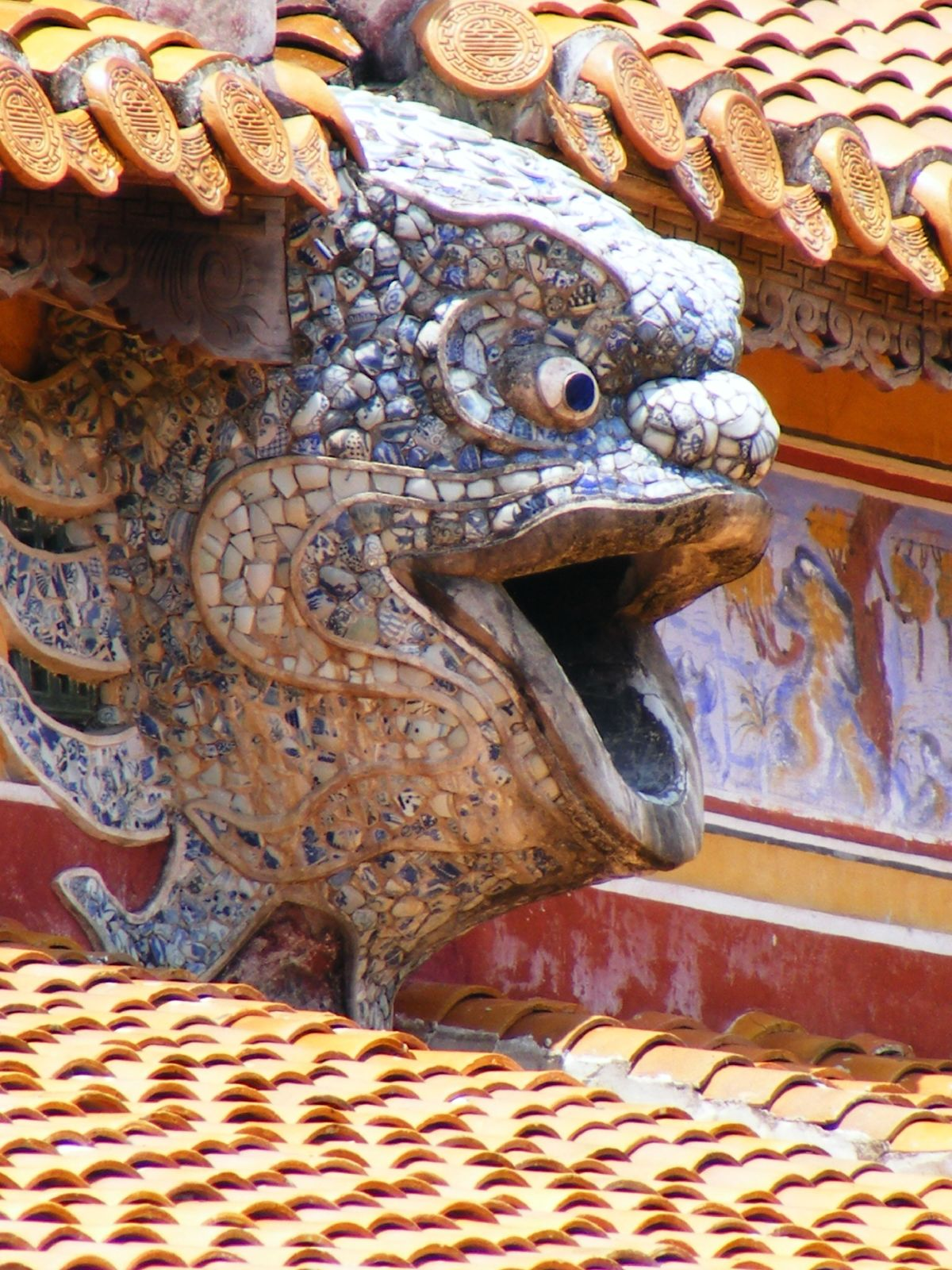
雨漏局部，順化紫禁城
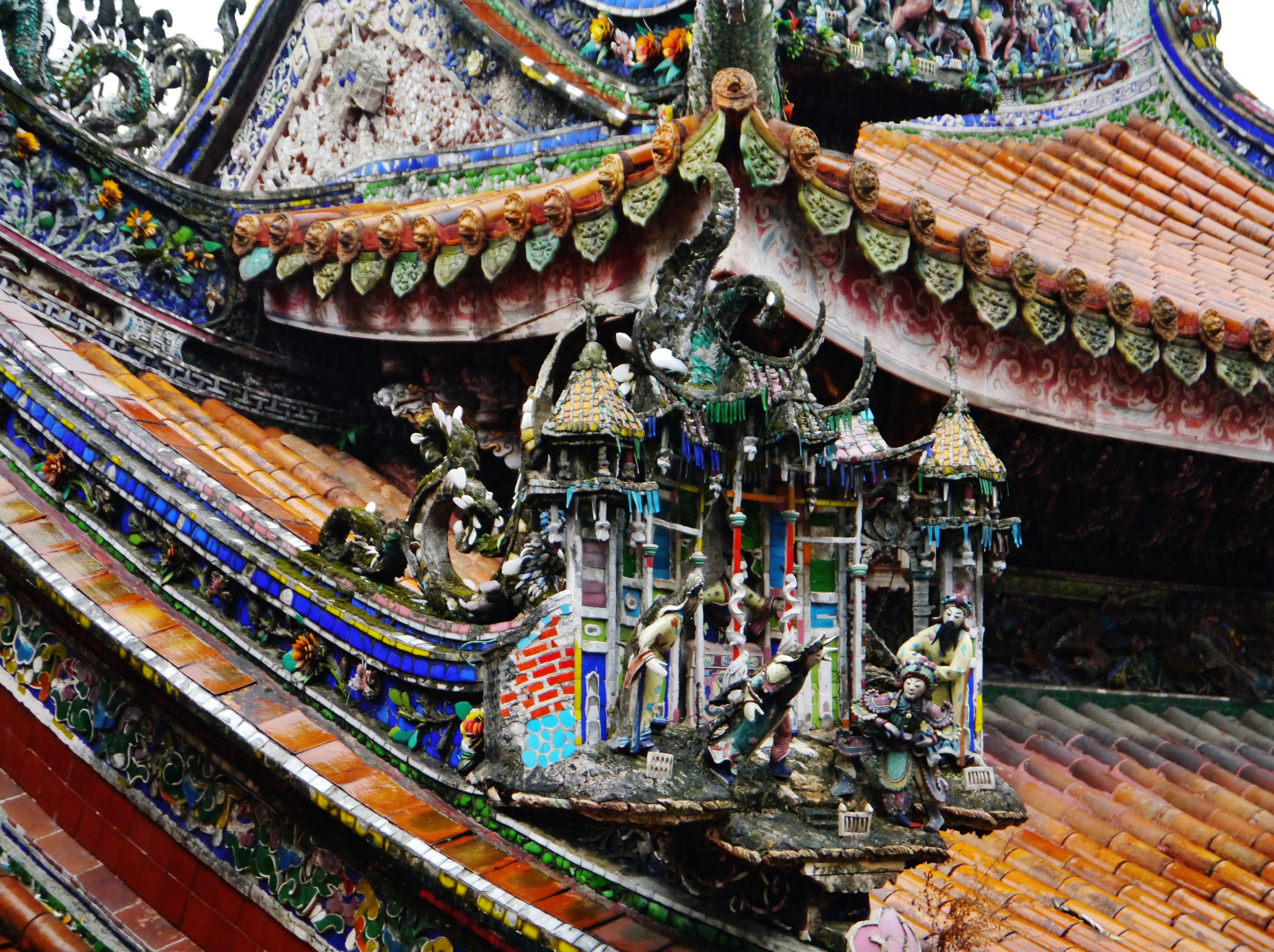
三峽祖師廟
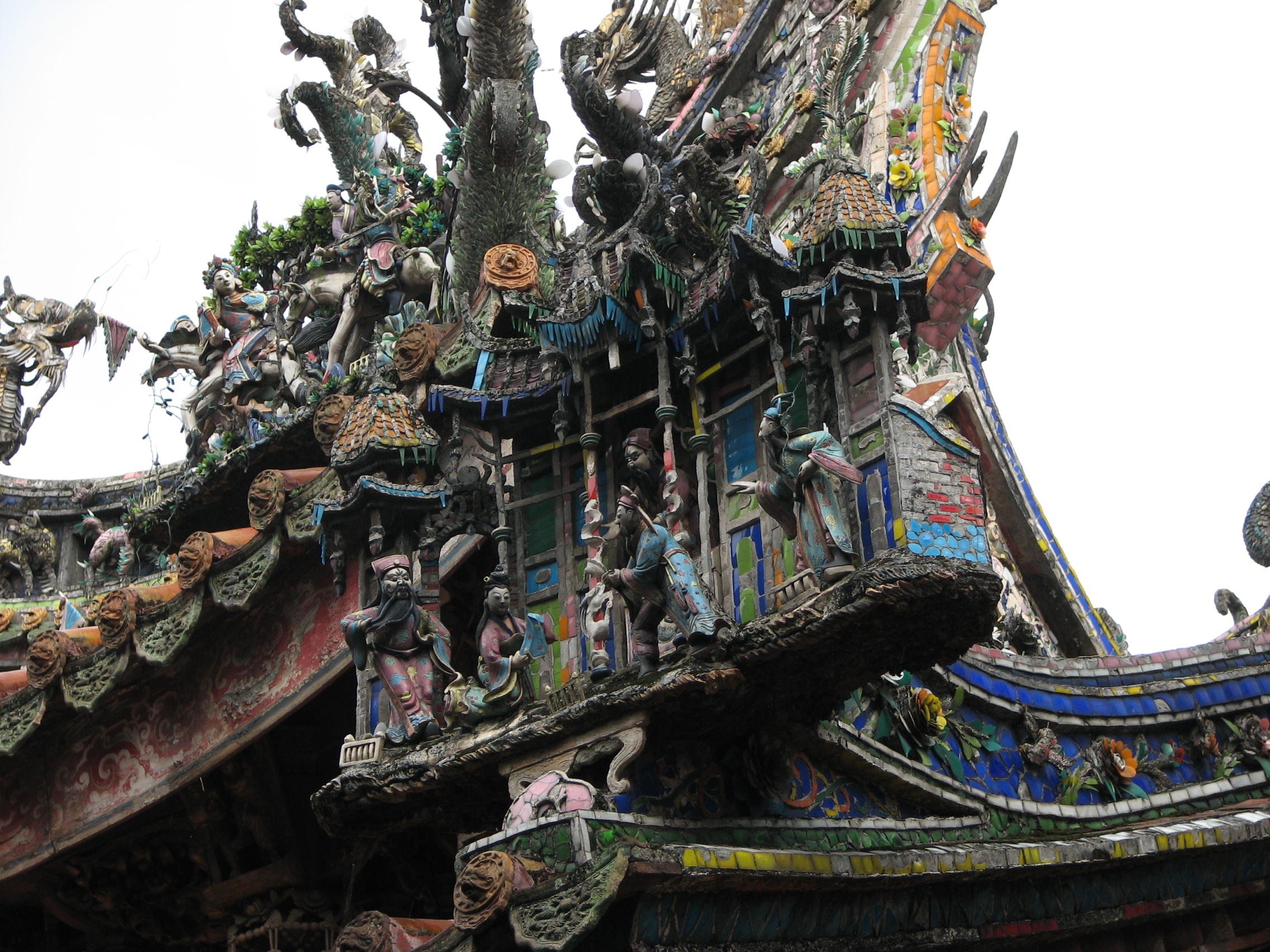
三峽祖師廟
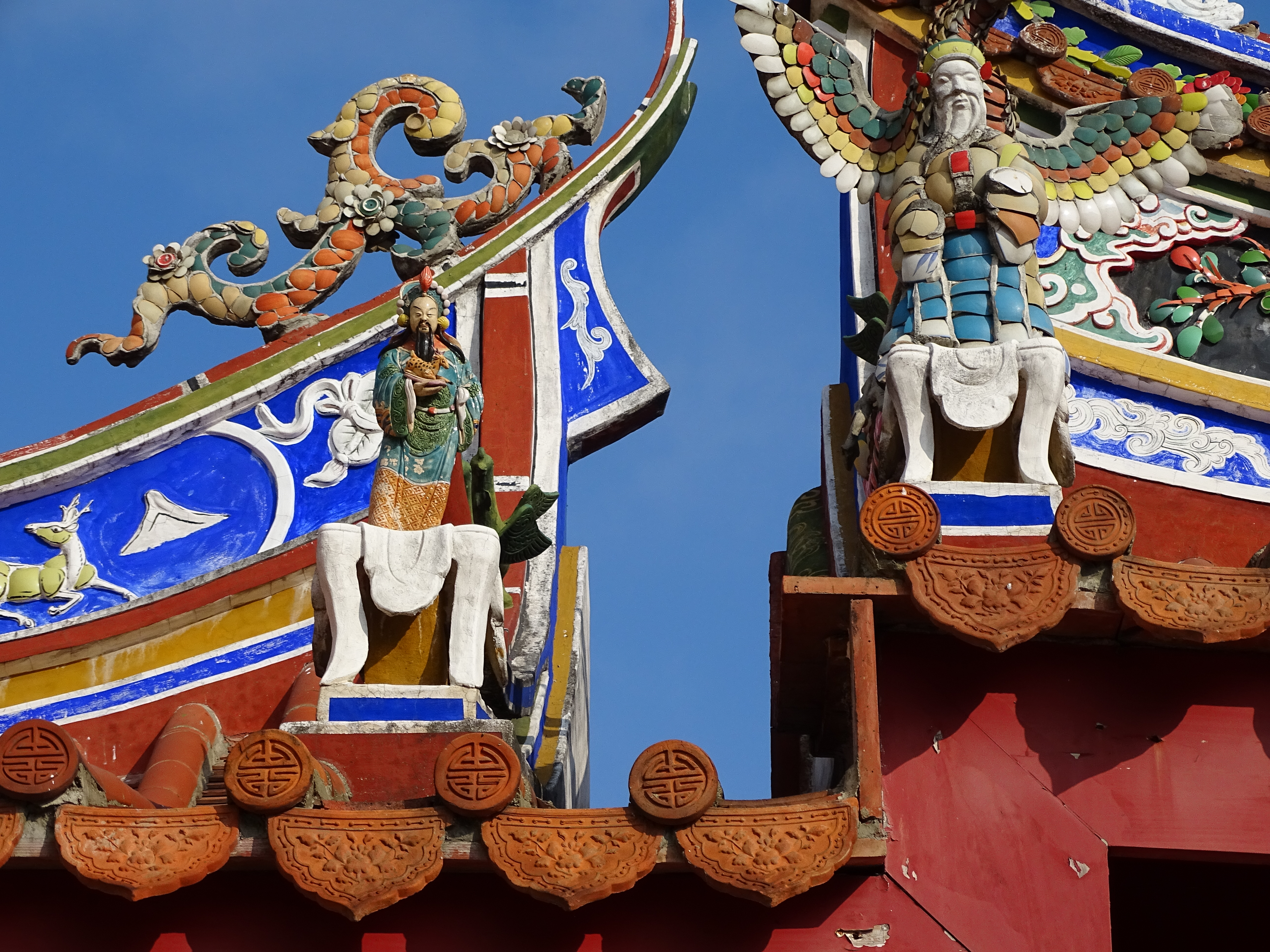
台中磺溪書院
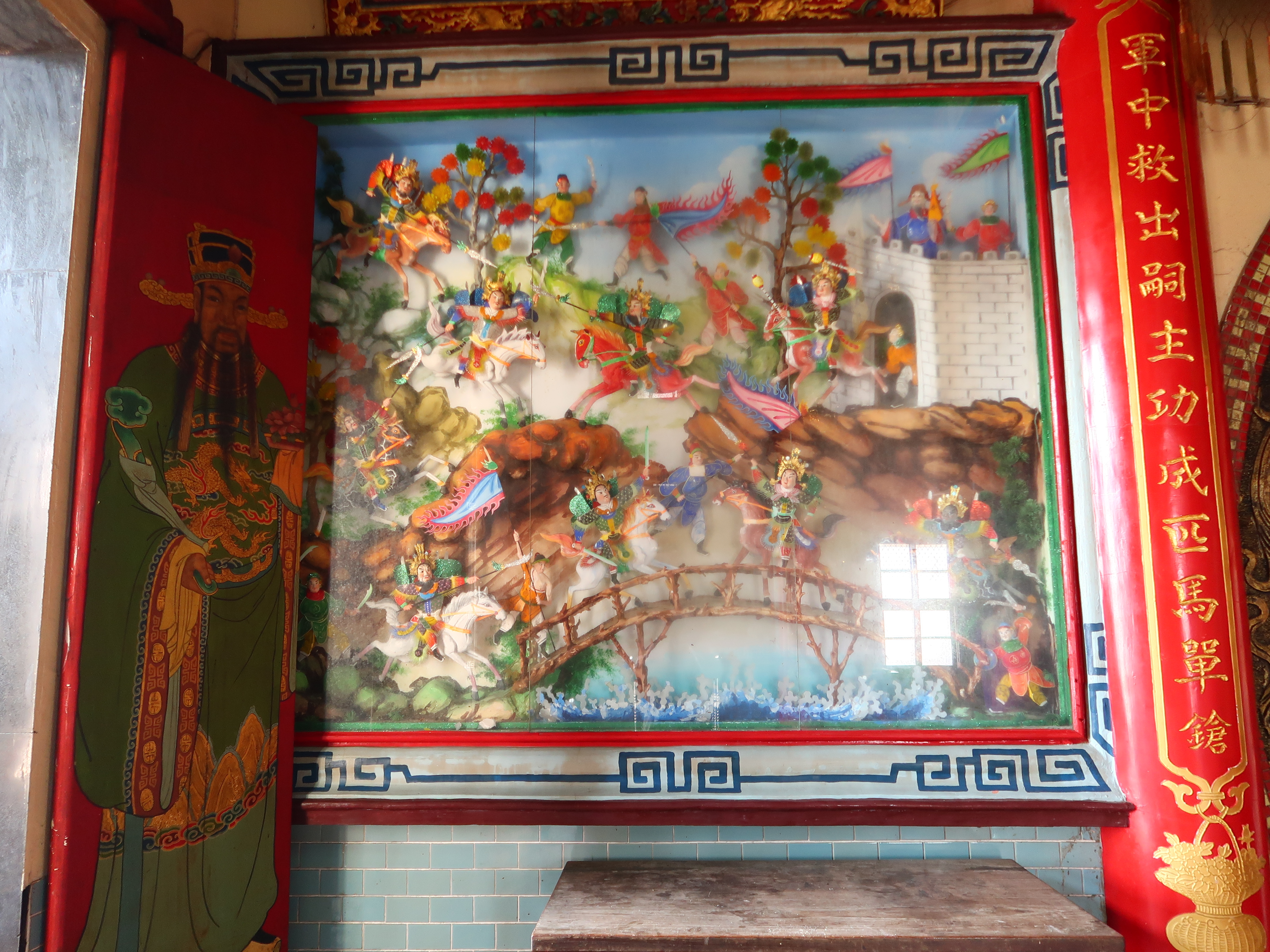
港底天軍殿壁堵
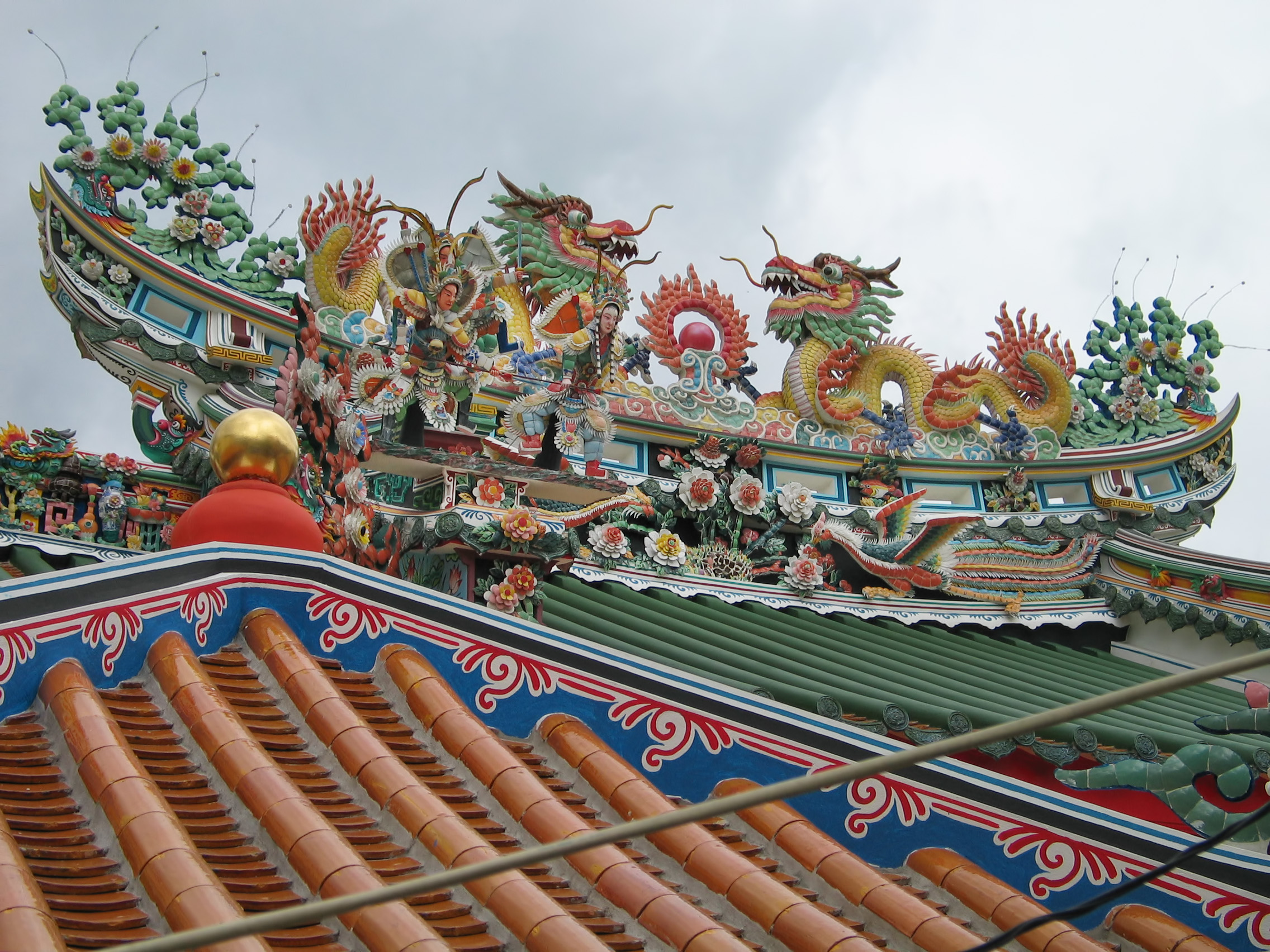
泰國曼谷打惱路玄天上帝廟
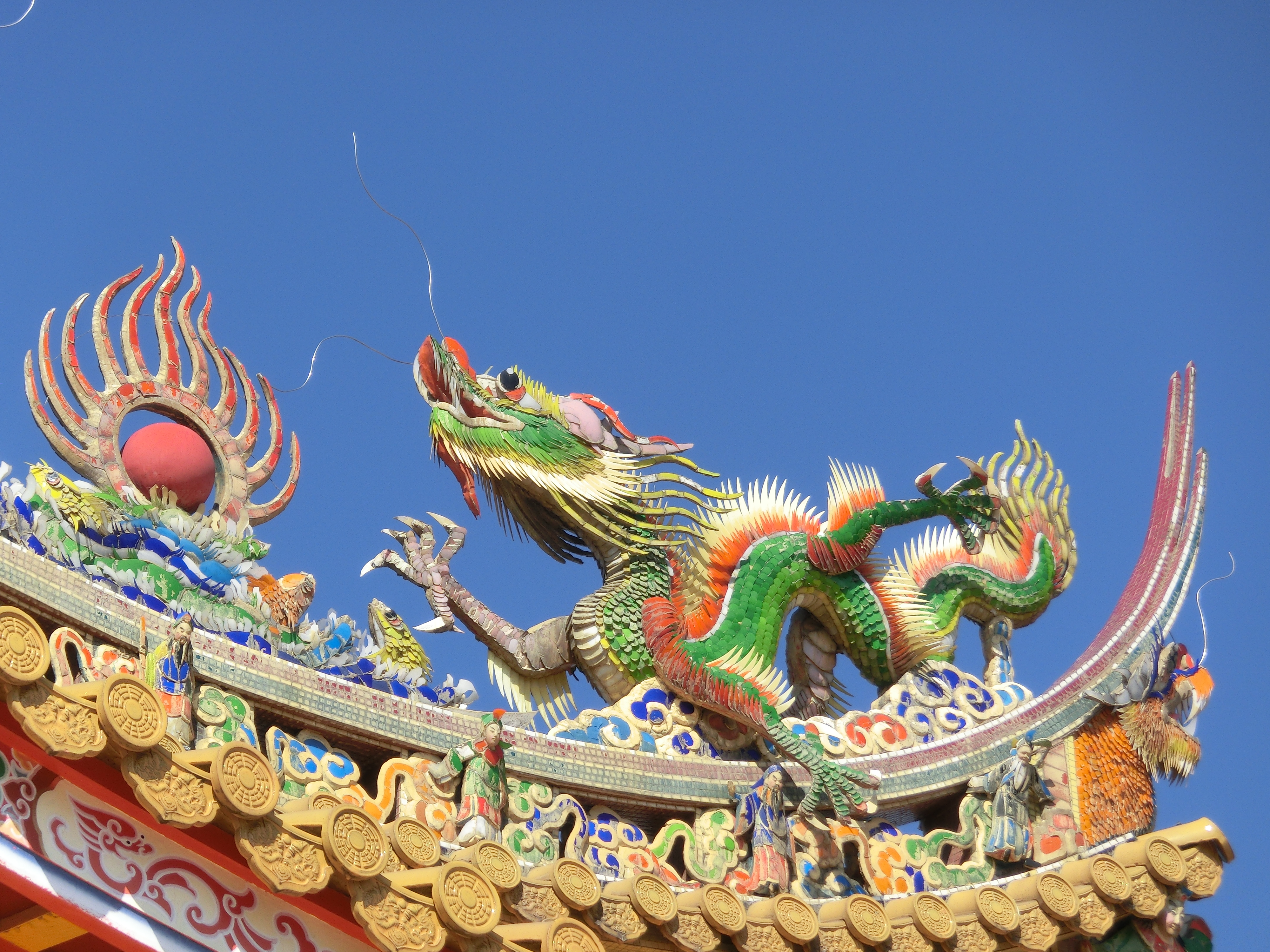
日本聖天宮